# Could it be that I´m in love
"Could it be that I'm in love" (tradução portuguesa: "Poderei estar eu apaixonada") foi a canção que representou a televisão pública irlandesa no Festival Eurovisão da Canção 1991. Foi interpretada em inglês por Kim Jackson. Foi 11.ª canção a ser interpretada na noite do festival, a seguir à canção turca "İki Dakika", interpretada por İzel Çeliköz, Reyhan Karaca & Can Uğurlür e antes da canção portuguesa "Lusitana paixão", cantada por Dulce. A canção irlandesa terminou em 10.º lugar, recebendo um total de 47 pontos. Jackson tinha feito parte do coro da canção Somewhere In Europe.

## Autores
- Letra e música: Liam O'Reilly
- Orquestração: Noel Kelehan

## Letra
A canção é uma balada, com Jackson confessando os seus sentimentos pelo seu amante. Ela canta que está insegura sobre o que significam os seus sentimentos, mas deseja que signifiquem que está apaixonada por ele.